# Síndrome de Sotos
El Síndrome de Sotos o Síndrome de la frente grande fue descrito en 1964 por el doctor Juan Sotos, especialista en Endocrinología Pediátrica y oriundo de Tarazona de la Mancha, Albacete, España, quien lo describió con el nombre inicial de "Gigantismo cerebral" (cabeza de gran tamaño). Sin embargo, no fue este investigador el primero en describir el citado síndrome, sino el doctor Bernard Schelensinger en 1931, cuando refirió el caso de una paciente cuyos síntomas concordaban con el Síndrome de Sotos.
Es una patología autosómica dominante, que se expresa en un desarrollo del cráneo infantil en el área de la frente, caracterizado por un crecimiento excesivo durante los 3 primeros años de vida. Este crecimiento se acompaña de retrasos en el desarrollo motor, cognitivo y social.
Los niños con este síndrome presentan un aumento de talla, con un peso acorde a la estatura, tono muscular bajo y habla deteriorada. Debido a ello son más altos, pesados, y presentan la cabeza más grande que la de sus iguales. 
En la preadolescencia la diferencia con otros muchachos de su edad se reduce, puesto que mejora el tono muscular y también el habla.

## Síntomas
Los niños afectados pueden presentar anomalías del desarrollo físico incluyendo retraso en sus diferentes etapas, retraso psícomotor, en el desarrollo del lenguaje y discapacidad intelectual de grado leve a severo, así como también edad ósea avanzada caracterizada por un crecimiento excesivo de los huesos.

## Características típicas del Síndrome de Sotos
- Crecimiento: rápido durante los primeros 5 años de vida.
- En el nacimiento se observa presencia de un paladar altamente arqueado, succión pobre y un bajo tono muscular que a menudo producen problemas de alimentación que pueden derivar en algún momento en Ictericia.
- A los 10 años de edad alcanzan la altura característica de un niño de 14 o 15 años.
- Cabeza grande, macrocéfalo, frente prominente y línea de cabello retroactiva.
- Barbilla prominente.
- La edad de huesos avanzada es común. Las manos y pies pueden ser desproporcionadamente grandes en comparación con el resto del cuerpo. Los pies planos o colapsados hacia dentro son comunes, pero se pueden desarrollar también desviaciones de la columna vertebral, derivando en escoliosis.
- Los retrasos motores son frecuentes, debido a la hipotonía.
- El babeo prolongado y  la respiración por la boca pueden estar presentes, debido al bajo tono de los músculos faciales.

## Anomalías faciales
- Macrocefalia, y en ocasiones también dolicocefalia (cráneo alargado). Esto se origina por el aumento exagerado del tejido cerebral, que provoca retención de líquido cefalorraquídeo en las cavidades cerebrales.
- Frente abombada.
- Hipertelorismo ocular (ojos muy separados).
- Fisuras palpebrales (formación de pliegues por la inclinación de los párpados hacia abajo).
- Puente nasal plano.
- Nariz antevertida.
- Mejillas y nariz sonrojadas.
- Bóveda del paladar arqueada
- Prognatismo.
- Estrabismo
- Orejas despegadas y grandes.
- Línea de cabello retroactiva.
- Desarrollo de dientes prematuramente.

## Síntomas a nivel psíquico
Pueden presentar un cuadro de:
- Inquietud
- Hiperactividad
- Agresividad
- Discapacidad intelectual variable, la cual se ve agravada por una dificultad para el desarrollo del lenguaje.

Todas ellas complican la integración en los diferentes ambientes sociales.

## Otros rasgos
Cualquiera de estos rasgos pueden o no estar presentes:
- Patrones de conducta incluyendo fobias, agresión, obsesiones, adherencia a la rutina, conductas de tipo autista, trastorno hiperactivo, tareas de memoria por encima de la media.
- Ventrículos del cerebro agrandados.
- Infecciones de oído.
- Infecciones respiratorias, asma y alergias.
- Constipación.
- Retrasos en el control de los esfínteres, anomalías urogenitales.
- Anomalías congénitas de corazón.
- Nistagmo, estrabismo.
- Mayor sudoración.
- Hipertiroidismo, hipotiroidismo.
- Posibles riesgos de tumores.

## Diagnóstico
Lo más importante en la etapa de diagnóstico de este síndrome es la exclusión de otros síndromes de características similares. No hay pruebas específicas para el diagnóstico, ya que se basa en el reconocimiento de los rasgos físicos. Pero puede apoyarse en diferentes pruebas, como por ejemplo, rayos X, para determinar la madurez de los huesos, o la Tomografía Axial Computarizada (TAC) del cerebro, donde se puede apreciar unos ventrículos anormalmente distendidos. En el año 2002 se descubrió que el Síndrome de Sotos es causado por una mutación y/o deleción del cromosoma 5 del gen NSD1.

## Tratamiento
El tratamiento de este cuadro está encaminado a facilitar el correcto desarrollo de las capacidades del niño, con el objetivo de llegar a un desarrollo final dentro de la normalidad. Los programas de intervención temprana, como la estimulación precoz, terapia ocupacional, terapia física, logopedia y educación física adaptativa, juegan un papel muy importante en el cuidado de un niño con Síndrome de Sotos. En un ambiente estructurado, el niño es capaz de desarrollar habilidades necesarias sin distracciones excesivas. Al igual que cualquier otro niño, la autoestima crece a medida que es capaz de hacer tareas y dominar las habilidades del desarrollo. 